# 桂台車站
桂台車站（日语：／ Katsuradai eki */?）是由北海道旅客鐵道（JR北海道）所經營的鐵路車站，位於日本北海道網走市境內，是釧網本線沿線的一個無人車站。由於本站由JR北海道旭川支社的網走車站代管，因此順理也成為旭川支社的管轄車站之一，而成為釧網本線上唯一一個由旭川支社管轄的車站（網走車站在路線上是劃屬為石北本線的一部份，因此不計入釧網本線沿線車站之一）。

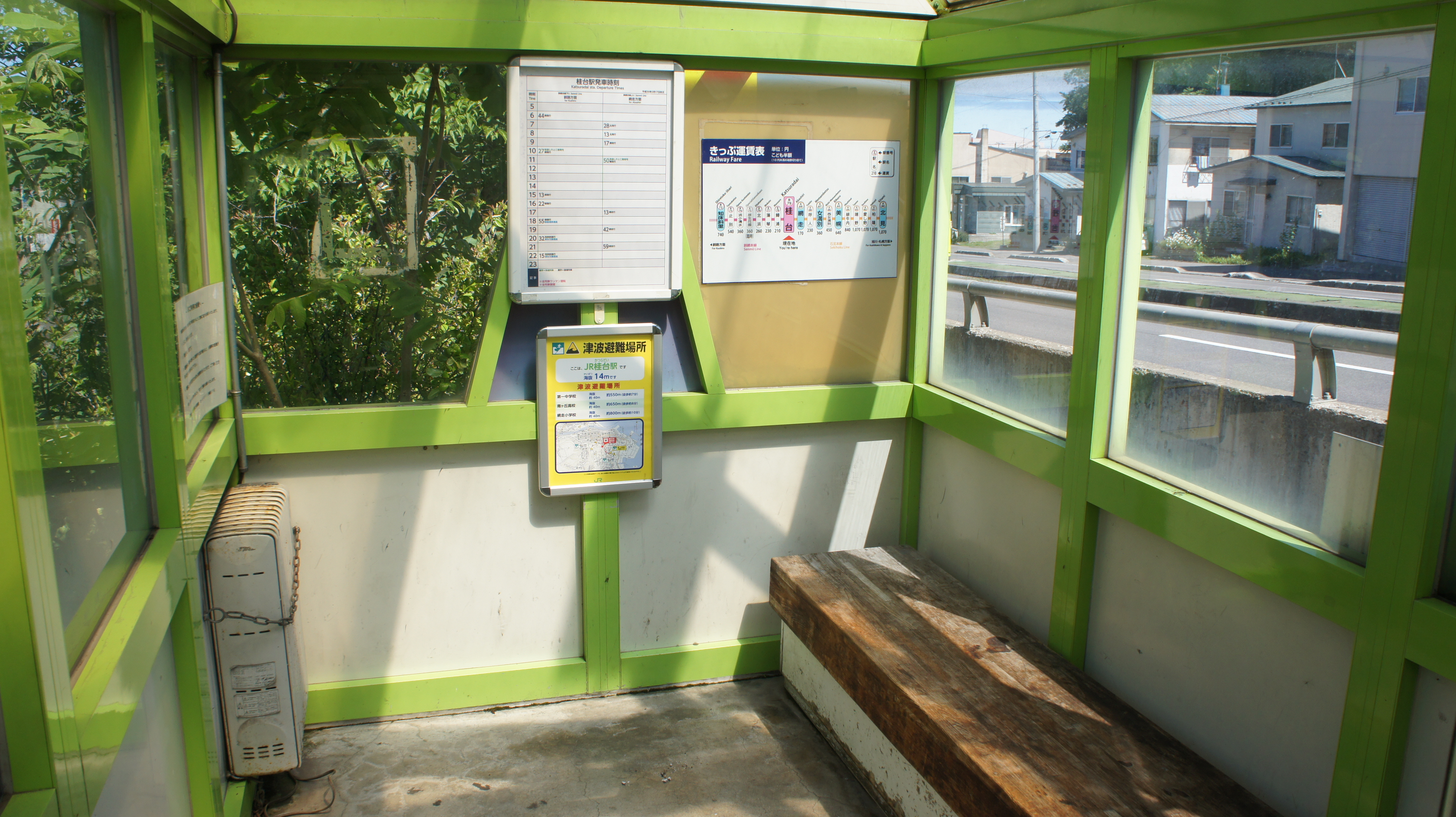
候車室内（2018年7月）

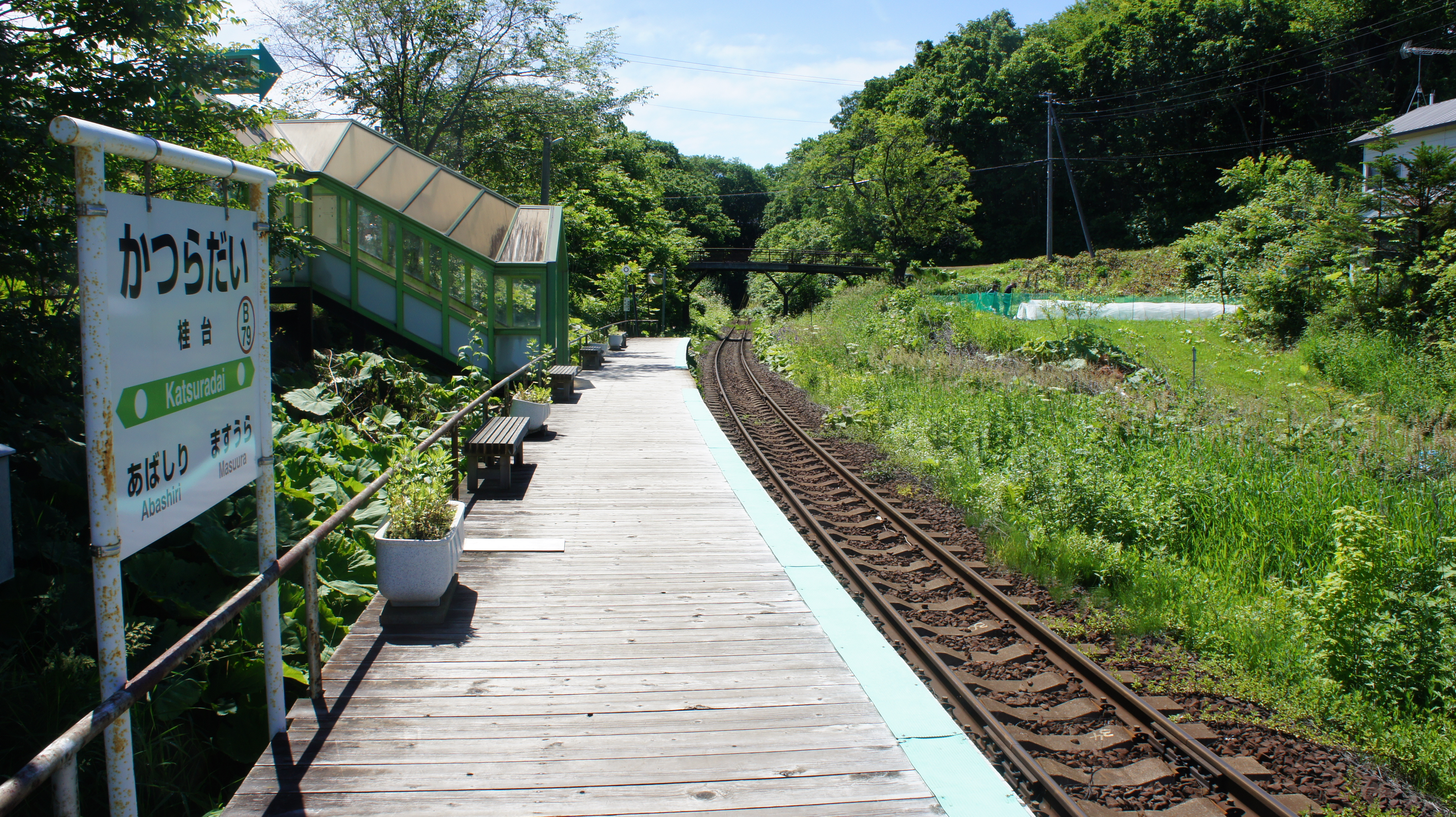
月台（2018年7月）

## 簡介
本站的站名是由車站西側的桂町與車站東側的台町兩地名各取一字而合成，1967年初設時原本只是個臨時乘車站（假乘降場），但在1987年時配合國鐵分割民營化由JR北海道繼承車站擁有權，同步升格為一般車站。
由於車站鄰近網走市中心，周遭有許多公家單位，住宅數量也很密集。除此之外車站附近也可見到包括網走高等學校在內的各級學校，因此利用的旅客以通勤旅客比例居多。

## 歷史
- 1967年（昭和42年）4月1日 - 桂台臨時停靠站開始營業，主要提供客運服務。
- 1987年（昭和62年）4月1日 - 國鐵分割民營化後，由JR北海道繼承，同時由臨時停靠站升格為正式車站。
- 1992年（平成2年）3月10日 - 設定營業距離。
- 1994年（平成6年）11月 - 車站站房改建。

## 車站周邊
- 國道244號
- 北海道道490號中園網走停車場線
- 北海道網走南丘高等學校
- 網走市立第一中學
- 網走市立網走小學
- 地方裁判所及簡易裁判所合同廳舍
  - 釧路地方裁判所網走支部
  - 網走簡易裁判所
- 釧路地方檢察廳網走支部．網走區檢察廳
- 札幌區氣象台網走地方氣象台
- 道之驛流冰街道網走
- 網走市役所
- 網走警察署
- 網走郵政局（併設日本郵政網走分店）
- 北海道勞動金庫網走分店
- 鄂霍次克網走農業協同組合（JA鄂霍次克網走）總所
- 桂岡寨遺跡象
- 網走市立民俗博物館
- 拖曳賽馬網走場外投注站
- 網走巴士、網走觀光交通「南8条」車站

## 相鄰車站
北海道旅客鐵道（JR北海道）
■釧網本線
快速「知床」、普通
網走（A69）－桂台（B79）－鱒浦（B78）

## 外部連結
- （日語）JR北海道 – 桂台車站 （页面存档备份，存于）
- （日語）全驛參觀之旅 （页面存档备份，存于）